# Harpecia spinosissima
Harpecia spinosissima is een mosdiertjessoort uit de familie van de Electridae. De wetenschappelijke naam van de soort is, als Chaperia spinosissima, voor het eerst geldig gepubliceerd in 1904 door Calvet.